# Dragon Wars
Dragon Wars est un jeu vidéo de rôle développé par Interplay Productions et publié par Activision en 1989. Après avoir terminé de travailler sur The Bard's Tale III: Thief of Fate, Rebecca Heineman commence à développer un nouveau moteur de jeu destiné à The Bard's Tale IV. À l’époque, Interplay décide cependant de se tourner vers Activision pour publier leurs nouveaux jeux, dont ce nouvel opus, alors que les trois premiers jeux de la série ont été publiés par Electronic Arts. Ces derniers détenant les droits, Interplay décide donc de rebaptiser le jeu Dragon Wars quelques semaines avant sa sortie afin d’éviter tout conflit avec le précédent. Lorsqu'est choisi ce nouveau nom, le jeu ne contient pas de dragons et Rebecca Heineman doit alors en inclure dans le scénario à la dernière minute . 
À sa sortie, le jeu est plutôt bien reçu par les critiques. Dragon Magazine lui attribue ainsi un score de 5/5 et le magazine Computer Gaming World souligne les améliorations apportés par rapport à la série des The Bard's Tale et juge que le jeu bénéficie d’un scénario bien construit, de combats équilibrés et d’une grande attention au détails.